# 斯彭斯 (加利福尼亞州)
斯彭斯（英語：Spence）是位於美國加利福尼亞州蒙特雷縣的一個非建制地區。該地的面積和人口皆未知。

## 地理
斯彭斯的座標為36°36′46″N 121°34′00″W / 36.61278°N 121.56667°W，而該地的平均海拔高度為25米（即82英尺）。